# Jammerbugt község
Jammerbugt község (dánul: Jammerbugt Kommune) Dánia 98 községének (kommune, helyi önkormányzattal rendelkező közigazgatási egység) egyike. Jammerbugt község Thisted, Vesthimmerland, Aalborg, Brønderslev és Hjørring községekkel határos. Lakosainak száma 38 351 fő (2014).
A 2007. január 1-jén életbe lépő közigazgatási reform során hozták létre a korábbi Brovst, Fjerritslev, Pandrup és Aabybro községek egyesítésével.

## Települések
Települések és népességük:
- Arentsminde (472)
- Biersted (1706)
- Birkelse (742)
- Blokhus (399)
- Bonderup (221)
- Brovst (2781)
- Fjerritslev (3407)
- Gjøl (929)
- Gøttrup (213)
- Halvrimmen (685)
- Hune (610)
- Ingstrup (425)
- Klim (507)
- Kås (2032)
- Moseby (615)
- Nørhalne (1261)
- Pandrup (2858)
- Saltum (718)
- Skovsgård (864)
- Tranum (469)
- Vester Hjermitslev (476)
- Vester Torup (289)
- Østerby (379)
- Aabybro (5199)